# Calatayud (Weinbaugebiet)

Lagekarte des Weinbaugebiets Calatayud innerhalb Spaniens

Die 4 Weinbaugebiete Aragoniens mit D.O. Status

Calatayud ist ein rund 5940 Hektar großes Weinanbaugebiet in Spanien. Es liegt in Höhenlagen zwischen 550 und 880 m ü. NN. und umfasst weite Teile der Comunidad de Calatayud, insgesamt von 46 Gemeinden im Tal des Ebro und den Tälern seiner Nebenflüsse Jalón, Jiloca, Manubles, Mesa, Piedra und Ribota, im westlichen Teil der Provinz Saragossa (Aragonien). Das Rebland wird von ca. 2700 Winzern bearbeitet und es bestehen 9 Bodegas. Calatayud erhielt im Februar 1990 den Status einer D.O.
Der Exportanteil beträgt 70 %. Es werden frische und fruchtige Weißweine, kräftige Roséweine auf Basis der Rebsorte Garnacha sowie geschmacksvolle, warme Rotweine erzeugt.
Die Böden sind fruchtbare, bräunliche Kalkböden auf Mergel- und Sandsteingrund, mit guter Belüftung und Drainage. Das Gebiet Calatayud ist das hügeligste Weinbaugebiet in der Region Aragonien.
Das Klima ist vorwiegend kontinental, mild, halbtrocken bis trocken, mit relevanten Tag-Nacht-Temperaturunterschieden während der Reifezeit, die die langsame Traubenreife und damit die Qualität fördern. Die Jahresdurchschnittstemperatur liegt zwischen 12 und 14 °C, ein Frostrisiko besteht während einer 5- bis 6-monatigen Winterzeit. Die durchschnittlichen Jahresniederschläge liegen bei 300–550 l/m².
Die angebauten Rebsorten sind:
- Weiß: Hauptsorten sind Macabeo (Anteil 25 % der gesamten Rebfläche) und Malvasia. Zugelassen sind auch Moscatel, Garnacha Blanca und Chardonnay.
- Rot: Hauptsorten sind Garnacha Tinta (Anteil 62 % der gesamten Rebfläche), Mazuela und Tempranillo (Anteil 10 %). Zugelassen sind auch Monastrell, Cabernet Sauvignon, Merlot und Syrah.